# Флорина (1916 – 1922)
„Флорина“ (на гръцки: «Φλώρινα», в превод Лерин) е гръцки вестник, издаван в град Лерин (Флорина), Гърция от 1916 до 1922 година.

## История
Вестникът започва да излиза на 6 февруари 1916 година. Основател и издател е Йоанис Теодосиу, а управител Михалис Сискос. До 30 юли 1916 година от вестника излизат 28 броя. През юли 1916 година издаването на вестника е преустановено заради настъплението на Българската армия, която влиза в града на 4 август по време на Леринската операция. След влизането на френски войски в града на 23 септември 1916 година при Битолското настъпление, издаването на вестника не е продължено, тъй като политическата му линия се различава от тази на венизелистите. Съдържанието на вестника от този период е важен исторически източник, тъй като той следи отблизо резултатите от етническото разделение на леринското общество във военното време, от което не са запазени много документи.
В статията, в която се декларират целта и задачите на вестника, се казва, че цел на публикацията е да обслужва общите интереси на района чрез създаване на рубрика за местни новини. Вестникът критикува гръцката преса като инструмент на политическите партии и определя своята политическа ориентация, позовавайки се на необходимостта от поддържане на независимостта на мисълта, свободна от всякакво партизанско влияние. Вестникът се дистанцира от доминиращите политически тенденции на времето, които се изразяват от венизелистите от една страна и от последователите на Димитриос Гунарис от друга. Това е периодът , в който депутатът от Лерин Йон Драгумис оформя собствен политически дискурс. Честите цитирания и споменавания на Драгумис във вестника показват, че той принадлежи към неговото идеологическо направление - още в първия си брой „Флорина“ поздравява излизането на „Политики Епитеориси“, изданието на Александрос Карапанос, Йон Драгумис и Георгиос Бусиос. Вестникът е критичен към неравенствата и към произвола в района на Македония от представители на централната власт. В статия на 13 юни вестникът открито призовава за гласуване за „независимото движение на македонските депутати“ на Драгумис. „Флорина“ има същите основни насоки като „Политики Епитеориси“ - роялистка ориентация, искането за неутралитет, съчетано с проантантски настроения, породени от страх от българизация на Македония и българска окупация на Лерин. Вестникът често говори за насилията от „комитаджиите“ в окупирания от България Битоля, за убийства на гърци в Мариово и цялостно се вълнува от съдбата на „елинизма“ в Пелагония. Вестникът се интересува и от съдбата на бежанците от Вардарска Македония, изселени в Лерин на мястото на емигриралите или избягали турци и българи. Вестникът критикува преговорите на номарха на Лерин с българския управител в Битоля за железопътната линия Кенали-Битоля и за размяна на дезертьори срещу гръцки семейства от Битоля.
Теодосиу отново започва да издава „Флорина“ през юли 1921 година и до декември 1921 година излизат общо 22 броя.